# Dálniční křižovatka Bremer Kreuz
Autobahnkreuz Bremer Kreuz (zkráceně též Bremer Kreuz; zkratka AK Bremer Kreuz) je křižovatka dálnice A 1 s dálnicí A 27 v Německu. Nachází se ve spolkové zemi Dolní Sasko u města Brém.

## Poloha
Dálniční křižovatka leží na území obcí Oyten a Achim, přičemž severovýchodní polovina křižovatky se nachází na území obce Oyten a jihozápadní polovina křižovatky se nachází na území obce Achim, když hranice mezi těmito obcemi prochází podél dálnice A 27. Nachází se v těsné blízkosti města Brém, od jehož středu je vzdálena zhruba 15 km na jihovýchod a jehož hranice obchází křižovatku ze severozápadu v její těsné blízkosti. Křižovatka se nachází v Emžské a Vezerské marši, mezi řekami Vezerou a Wümme.
Nejbližší větší města jsou Brémy (asi 10 km po dálnici A 1 na západ nebo 8 km po dálnici A 27 na sever), Hamburk (asi 105 km po dálnici A 1 na severovýchod), a Hannover (asi 120 km po dálnici A 27 na jihovýchod).

## Popis
Dálniční křižovatka Bremer Kreuz je mimoúrovňová křižovatka dálnice A 1, procházející severovýchodo-jihozápadním směrem (Lübeck - Hamburk - Brémy - Dortmund - Kolín nad Rýnem - Saarbrücken) a dálnice A 27, procházející jihovýchodo-severozápadním směrem (Walsrode - Brémy - Bremerhaven - Cuxhaven). Současně se na ní kříží i evropská silnice E22, a to severovýchodo-jihozápadním směrem, a evropská silnice E234, která křižovatkou prochází jihovýchodo-severozápadním směrem. Na dálnici A 1 je křižovatka označena jako sjezd 53 a na dálnici A 27 jako sjezd 22.
Křižovatka je postavena jako čtyřlístková čtyřramenná mimoúrovňová křižovatka.

## Historie výstavby
S dálniční křižovatkou Kamener Kreuz se počítalo již od prvních úvah o vybudování dálniční sítě v Německu, neboť již v prvních plánech se počítalo s dálničními tahy spojující Hamburk s Porúřím a Brémami s Hannoverem s tím, že se budou křížit jihovýchodně od města Brém. V roce 1934 byla zahájena stavba dnešní dálnice A 1 v úseku od křižovatky směrem na severovýchod k Hamburku, jakož i úseku dnešní dálnice A 27 v úseku od křižovatky směrem na sever k Brémám. Samotná křižovatka však spolu s těmito úseky vzhledem stavěna nebyla a vzhledem k absenci zbývajících navazujících úseků byly oba úseky při jejich zprovoznění v roce 1936 propojeny provizorní spojkou.
Ačkoliv byly dva dálniční úseky navazující na křižovatku, a to úsek dálnice A 1 ve směru na sever k Hamburku a úsek dálnice A 27 ve směru na sever k Brémám, stavebně dokončeny a zprovozněny již v roce 1936, samotná dálniční křižovatka spolu s nimi postavena nebyla, přičemž až do její výstavby byla nahrazena provizorní spojkou vedoucí přibližně ve stopě dnešní spojovací rampy ve směru od Hamburku na Brémy. Výstavba křižovatky byla zahájena na konci 50. let 20. století spolu s výstavbou zbývajících navazujících úseků dálnic A 1 a A 27. Zprovozněna byla dálniční křižovatka v roce 1962, kdy byl zprovozněn úsek dálnice A 27 od křižovatky ve směru na jihovýchod. V roce 1963 pak byl zprovozněn i navazující úsek dálnice A 1 ve směru na jihozápad po dálniční sjezd Brémy/Brinkum u obce Stuhr.

## Dopravní zatížení
Dálniční křižovatka Bremer Kreuz patří mezi nejvytíženější dálniční křižovatky v Dolním Sasku. Projede jí v průměru 125 000 vozidel denně.